# Florindo Longagnani
Florindo Longagnani (Modena, 5 dicembre 1911 – Modena, 15 giugno 1953) è stato un arbitro di calcio italiano.

## Carriera
Iniziò ad arbitrare nel 1932.
Nella sua breve carriera arbitrale, interrotta dalla prematura morte, Florindo Longagnani aveva esordito in Divisione Nazionale nella gara Inter-Venezia (2-1) del 27 gennaio 1946.
In sei stagioni ha diretto 50 partite nella massima serie. L'ultima è stata Atalanta-Torino (5-0) del 15 giugno 1952.
Ha diretto anche 10 partite in Serie B.
Per onorarne la memoria è stato istituito nel 1954 il Premio Florindo Longagnani, assegnato fino al 1988 al miglior arbitro esordiente della massima stagione calcistica.